# Grünbaumhopf
Der Grünbaumhopf (Phoeniculus purpureus), auch Baumhopf oder Kakelaar genannt, ist eine Vogelart aus der nur in Afrika vorkommenden Familie der Baumhopfe.

## Beschreibung
Grünbaumhopfe sind metallisch dunkelgrün, mit violettem Rücken und sehr langem violetten Schwanz; auf den Flügeln und an den Schwanzseiten zeigt die Art weiße Marken. Der lange, gebogene Schnabel ist rot. Die Geschlechter unterscheiden sich kaum, wogegen bei den Jungen der Schnabel schwarz ist. Mit 44 cm Körperlänge ist der Grünbaumhopf ein relativ großer Vertreter der Hopfartigen (zum Vergleich: Der auch in Europa vorkommende Wiedehopf wird nur 28 cm lang). Über sein auffälliges Aussehen hinaus macht der Vogel noch durch ein lärmendes „Kuk-uk-uk-uk-uk“ auf sich aufmerksam.

## Verbreitung
Er ist ein verbreiteter Standvogel der Wälder und Savannen im größten Teil Afrikas südlich der Sahara.
Phoeniculus purpureus purpureus – in Südafrika von O-Westkap ostwärts bis S-KwaZulu-Natal
Phoeniculus purpureus angolensis – Angola und Namibia ostwärts bis W-Sambia und W-Simbabwe sowie südwärts bis in die nördliche Rep.Südafrika Nord-West, Freistaat, Gauteng, W-Limpopo und W-Mpumalanga
Phoeniculus purpureus guineensis – S-Mauretanien, N-Senegal und Mali bis N-Ghana, Nigeria, S-Tschad und Zentralafrikan. Republik
Phoeniculus purpureus marwitzi – Uganda, Kenia und nordöstliches Südafrika bis N-KwaZulu-Natal; einige Nachweise aus S-Somalia
Phoeniculus purpureus niloticus – S-Sudan, W-Äthiopien, Südsudan und NO-D.R.Kongo
Phoeniculus purpureus senegalensis – S-Senegal und Gambia ostwärts bis S-Ghana

## Lebensweise
Der Grünbaumhopf ist ein Insektenfresser. Er sucht seine Nahrung hauptsächlich auf dem Boden, auf Termitenhügeln und an Baumstümpfen. Das Weibchen legt in einer Baumhöhle zwei bis vier blaue Eier. Außerhalb der Brutzeit schließen sich Baumhopfe zu Trupps zusammen. Rivalisierende Trupps liefern sich laute Gesangsduelle.